# Arthur Hafström
Thorsten Arthur Ehrenfried Hafström, född den 18 oktober 1860 i Stockholm, död där den 21 maj 1937, var en svensk jurist. Han var kusin till Adolf Hafström och farbror till Torsten och Gerhard Hafström.
Hafström blev student vid Uppsala universitet 1878 och avlade juris utriusque kandidatexamen 1885. Han blev vice häradshövding 1889, kanslist på Stockholms rådstuvurätts aktuariekontor 1898, arkivarie i rådstuvurätten 1899, stadsnotarie där 1900 och rådman 1904. Hafström blev riddare av Nordstjärneorden 1914, kommendör av andra klassen av Vasaorden 1924 och av Nordstjärneorden 1930. Han vilar på Norra begravningsplatsen utanför Stockholm.